# Rolf Bernhard
Rolf Bernhard (* 13. prosince 1949) je bývalý švýcarský atlet, halový mistr Evropy ve skoku do dálky.
Byl několikanásobným mistrem Švýcarska ve skoku do dálky. Jeho osobní rekord 814 cm pochází z roku 1981. V této sezóně se stal halovým mistrem Evropy, o rok později vybojoval stříbrnou medaili. Třikrát startoval na olympiádě, bez výraznějšího úspěchu.